# Hồng Sơn, Xích Phong
Hồng Sơn (chữ Hán giản thể: 红山区, bính âm:Hóngshān Qū, âm Hán Việt: Hồng Sơn khu) là một quận thuộc địa cấp thị Xích Phong, Khu tự trị Nội Mông, Cộng hòa Nhân dân Trung Hoa. Quận này có diện tích 170 km², dân số năm 1999 là 310.000 người. Chính quyền của kỳ này đóng ở trấn Tích Ni. Mã số bưu chính là 024001. Quận này được chia thành 9 nhai đạo, 2 trấn và 1 hương. 
- Nhai đạo: Tây Đồn, Tam Trung Nhai, Vĩnh Cự, Đông Thành, Cáp Đạt, Trường Thanh, Thiết Nam, Trạm Tiền, Nam Tân.
- Trấn: Hồng Miếu Tử, Kiều Bắc.
- Hương: Thành Giao